# Damernas singelsculler i rodd vid olympiska sommarspelen 1980
Damernas singelsculler i rodd vid olympiska sommarspelen 1980 avgjordes mellan den 21 och 26 juli 1980. Grenen hade totalt elva deltagare från elva länder.

## Medaljörer
| Gren          | Guld             | Silver                 | Brons                  |
| Singelsculler | Sanda Toma (ROM) | Antonina Machina (URS) | Martina Schröter (GDR) |

## Heat
De två första lagen i varje heat gick vidare till semifinalerna. De återstående lagen blev tvungna att tävla i återkvalet om de kvarvarande semifinalplatserna.

### Heat 1
| Placering | Deltagare        | Land          | Tid     |
| --------- | ---------------- | ------------- | ------- |
| 1         | Sanda Toma       | Rumänien      | 4:07.20 |
| 2         | Martina Schröter | Östtyskland   | 4:09.76 |
| 3         | Antonina Makhina | Sovjetunionen | 4:13.39 |
| 4         | Hette Borrias    | Nederländerna | 4:25.97 |

### Heat 2
| Placering | Deltagare      | Land           | Tid     |
| --------- | -------------- | -------------- | ------- |
| 1         | Beryl Mitchell | Storbritannien | 4:05.72 |
| 2         | Mariann Ambrus | Ungern         | 4:09.55 |
| 3         | Lise Justesen  | Danmark        | 4:11.94 |
| 4         | Frances Cryan  | Irland         | 4:12.16 |

### Heat 3
| Placering | Deltagare                   | Land      | Tid     |
| --------- | --------------------------- | --------- | ------- |
| 1         | Rositsa Spasova             | Bulgarien | 4:01.33 |
| 2         | Beata Dziadura              | Polen     | 4:02.11 |
| 3         | María Fernanda de la Fuente | Mexiko    | 4:12.84 |

## Återkval
De tre första lagen i återkvalet gick vidare till semifinalerna.
| Placering | Deltagare                   | Land          | Tid     |
| --------- | --------------------------- | ------------- | ------- |
| 1         | Antonina Makhina            | Sovjetunionen | 3:54.10 |
| 2         | Frances Cryan               | Irland        | 3:59.17 |
| 3         | María Fernanda de la Fuente | Mexiko        | 4:00.24 |
| 4         | Lise Justesen               | Danmark       | 4:00.40 |
| 5         | Hette Borrias               | Nederländerna | 4:05.39 |

## Semifinal
De tre första lagen i varje semifinal gick vidare till finalen.

### Semifinal 1
| Placering | Deltagare      | Land           | Tid     |
| --------- | -------------- | -------------- | ------- |
| 1         | Sanda Toma     | Rumänien       | 3:42.63 |
| 2         | Beryl Mitchell | Storbritannien | 3:45.88 |
| 3         | Beata Dziadura | Polen          | 3:49.06 |
| 4         | Frances Cryan  | Irland         | 3:49.22 |

### Semifinal 2
| Placering | Deltagare        | Land          | Tid     |
| --------- | ---------------- | ------------- | ------- |
| 1         | Martina Schröter | Östtyskland   | 3:42.97 |
| 2         | Antonina Makhina | Sovjetunionen | 3:43.68 |
| 3         | Rositsa Spasova  | Bulgarien     | 3:47.86 |
| 4         | Mariann Ambrus   | Ungern        | DNF     |

## Finaler

### Final
| Placering | Deltagare        | Land           | Tid     |
| --------- | ---------------- | -------------- | ------- |
| 1         | Sanda Toma       | Rumänien       | 3:40.69 |
| 2         | Antonina Makhina | Sovjetunionen  | 3:41.65 |
| 3         | Martina Schröter | Östtyskland    | 3:43.54 |
| 4         | Rositsa Spasova  | Bulgarien      | 3:47.22 |
| 5         | Beryl Mitchell   | Storbritannien | 3:49.71 |
| 6         | Beata Dziadura   | Polen          | 3:51.45 |

### 7 - 8 plats
| Placering | Deltagare      | Land   | Tid      |
| --------- | -------------- | ------ | -------- |
| 7         | Frances Cryan  | Irland | walkover |
| -         | Mariann Ambrus | Ungern | np       |

### 9 - 11 plats
| Placering | Deltagare                   | Land          | Tid      |
| --------- | --------------------------- | ------------- | -------- |
| 9         | Lise Justesen               | Danmark       | walkover |
| -         | María Fernanda de la Fuente | Mexiko        | np       |
| -         | Hette Borrias               | Nederländerna | np       |